# Tarnopol (tỉnh)
Tỉnh Tarnopol (tiếng Ba Lan: Województwo tarnopolskie) là một khu vực hành chính của Ba Lan vào giữa hai thế chiến (1918–1939), được thành lập vào ngày 23 tháng 12 năm 1920, với diện tích 16.500 km² và tỉnh lỵ ở Tarnopol (nay là Ternopil, Ukraina). Tỉnh được chia thành 17 huyện (powiaty). Vào cuối Thế chiến thứ hai, do sự kiên quyết của Joseph Stalin, biên giới của Ba Lan bị vẽ lại và tỉnh Tarnopol được sáp nhập vào Cộng hòa xã hội chủ nghĩa Xô viết Ukraina của Liên Xô. Kể từ năm 1991, phần lớn diện tích nằm ở tỉnh Ternopil thuộc Ukraina độc lập.

## Lịch sử
Trong cuộc xâm lược Ba Lan của Đức-Xô, Tarnopol bị chiếm đóng ngay từ ngày 18 tháng 9 năm 1939 mà không có sự phản đối đáng kể nào từ Ba Lan, và nằm trong tay Liên Xô cho đến Chiến dịch Barbarossa. Các tượng đài bị phá hủy, tên đường phố bị thay đổi, hiệu sách đóng cửa, bộ sưu tập thư viện bị đánh cắp và vận chuyển bằng xe tải đến kho lưu trữ của Nga. Tỉnh bị Xô viết hóa trong không khí khủng bố. Các gia đình bị trục xuất đến Siberia trong các chuyến tàu chở gia súc, chủ yếu là Kitô hữu người Ba Lan.
Trong cuộc tấn công của Đức vào Liên Xô năm 1941, Tarnopol bị Wehrmacht tràn ngập vào ngày 2 tháng 7 năm 1941. Một cuộc tàn sát người Do Thái kéo dài từ ngày 4 tháng 7 đến ngày 11 tháng 7 năm 1941, ước tính khoảng 1.600 (Yad Vashem) và 2.000 (Virtual Shtetl). Vào tháng 9 năm 1941, chính quyền chiếm đóng của Đức đã thành lập các khu ghetto của người Do Thái tại một số thị trấn bao gồm ghetto Tarnopol với 12.000–13.000 tù nhân. Hình phạt tử hình đã được đưa ra, và thực phẩm bị hạn chế nghiêm trọng.

## Nhân khẩu
Thủ phủ của tỉnh Tarnopol là Tarnopol. Sau khi Ba Lan tái lập, theo điều tra dân số Ba Lan năm 1921, tỉnh này có 1.428.520 người sinh sống với mật độ dân số là 88 người/km². Điều tra dân số quốc gia tiết lộ rằng một số lượng đáng kinh ngạc những người không thể đọc hoặc viết do các chính sách đàn áp của các cường quốc trước đây; họ chiếm hơn một nửa dân số khu vực. Trong tổng số cư dân có 447.810 người Công giáo La Mã, và 847.907 người Công giáo Hy Lạp, cũng như 128.967 người Cơ đốc giáo Chính thống. Mười năm sau, cuộc điều tra dân số quốc gia tiếp theo vào tháng 9 năm 1931 được thực hiện bằng các tiêu chí khác nhau. Những người trả lời được hỏi về tiếng mẹ đẻ và tôn giáo của họ. Mật độ dân số tăng lên 97 người/km².
Tổng số cư dân trong tỉnh lên 1.600.406 người vào năm 1931, trong đó 789.114 người nói tiếng Ba Lan, 401.963 người nói tiếng Ukraina như ngôn ngữ đầu tiên của họ, 326.172 người nói tiếng Ruthenia (tiếng Ukraina), 71.890 người nói tiếng Yiddish, 7.042 người nói tiếng Hebrew, 2675 người nói tiếng Đức và 287 người nói Belarus, Séc và Litva. Trong số những người nói tiếng Ukraina ở Ba Lan, 397.248 người thuộc Giáo hội Công giáo Hy Lạp, và 3.767 người theo Công giáo La Mã; tuy nhiên, trong số những người nói tiếng Ba Lan, 157.219 cũng thuộc về Giáo hội Công giáo Hy Lạp. Sự chồng chéo của các giáo phái tôn giáo đã khiến cộng đồng được tích hợp ở một mức độ đáng kể. Trong khi đó, đại đa số người nói tiếng Ruthenia (tiếng Ukraina) là người Công giáo Hy Lạp giống như người nói tiếng Ukraina, và chỉ 7.625 người theo Công giáo La Mã. Người Do Thái chiếm 44% thành phần đa văn hóa đa dạng của Tarnopol, nói cả tiếng Yiddish và tiếng Hebrew.
Thành phần tôn giáo là Công giáo Hy Lạp 50%, Công giáo La Mã 41%, Do Thái 9%. Người Công giáo Hy Lạp gốc Ukraina và người Do Thái thế tục nói tiếng Ba Lan trong một số trường hợp được phân loại là người Ba Lan trong cuộc điều tra dân tộc, chứ không phải người Ukraine hay người Do Thái; điều này giải thích sự khác biệt giữa các con số điều tra dân số tôn giáo và dân tộc.

## Địa lý

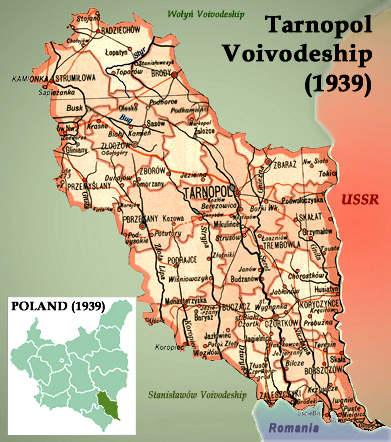
Tỉnh Tarnopol cho đến ngày 17 tháng 9 năm 1939

Diện tích của tỉnh là 16.533 km². Nó nằm ở góc đông nam của Ba Lan, giáp với Liên Xô ở phía đông, tỉnh Lwów và tỉnh Stanisławów ở phía tây, Romania ở phía nam và tỉnh Wołyń ở phía bắc. Phong cảnh nhiều đồi, với vùng đất cao Podole bao phủ phần lớn tỉnh. Ở phía tây bắc có dãy Hologory với ngọn núi Kamula (473 mét trên mực nước biển) là đỉnh cao nhất (tuy nhiên, Kamula nằm cách biên giới của tỉnh khoảng 5 km, ở tỉnh Lwów). Phần phía nam của tỉnh được biết đến với các nhà máy rượu vang và vườn đào.
Dniester và Seret là những con sông chính. Biên giới với Liên Xô được đánh dấu bằng sông Zbruch, dọc theo toàn bộ dòng chảy của nó. Biên giới của tỉnh (và đồng thời – của Ba Lan) với Romania được đánh dấu bằng Dniester. Nơi cực đông nam là thành trì nổi tiếng của Ba Lan Okopy Swietej Trojcy (Thành lũy của Chúa Ba Ngôi), trong một thời gian đã bảo vệ Ba Lan khỏi các cuộc xâm lược của người Thổ Nhĩ Kỳ và người Tartar.

## Hành chính
Tỉnh Tarnopol được chính thức thành lập vào ngày 23 tháng 12 năm 1920. Tỉnh này bao gồm 17 powiat (huyện), 35 thị trấn và 1087 làng. Thủ phủ của tỉnh cũng là thành phố lớn nhất, với dân số khoảng 34.000 người (tính đến năm 1931). Các trung tâm đô thị quan trọng khác của tỉnh là: Czortków (dân số 19.000), Brody (16.400), Złoczów (13.000), Brzeżany (12.000) và Buczacz (11.000).
Tỉnh Tarnopol bao gồm 17 powiat (huyện):
1. Borszczów  (1067 km²),
2. Brody   (1125 km²)
3. Brzeżany  (1135 km²)
4. Buczacz  (1208 km²)
5. Czortków   (734 km²)

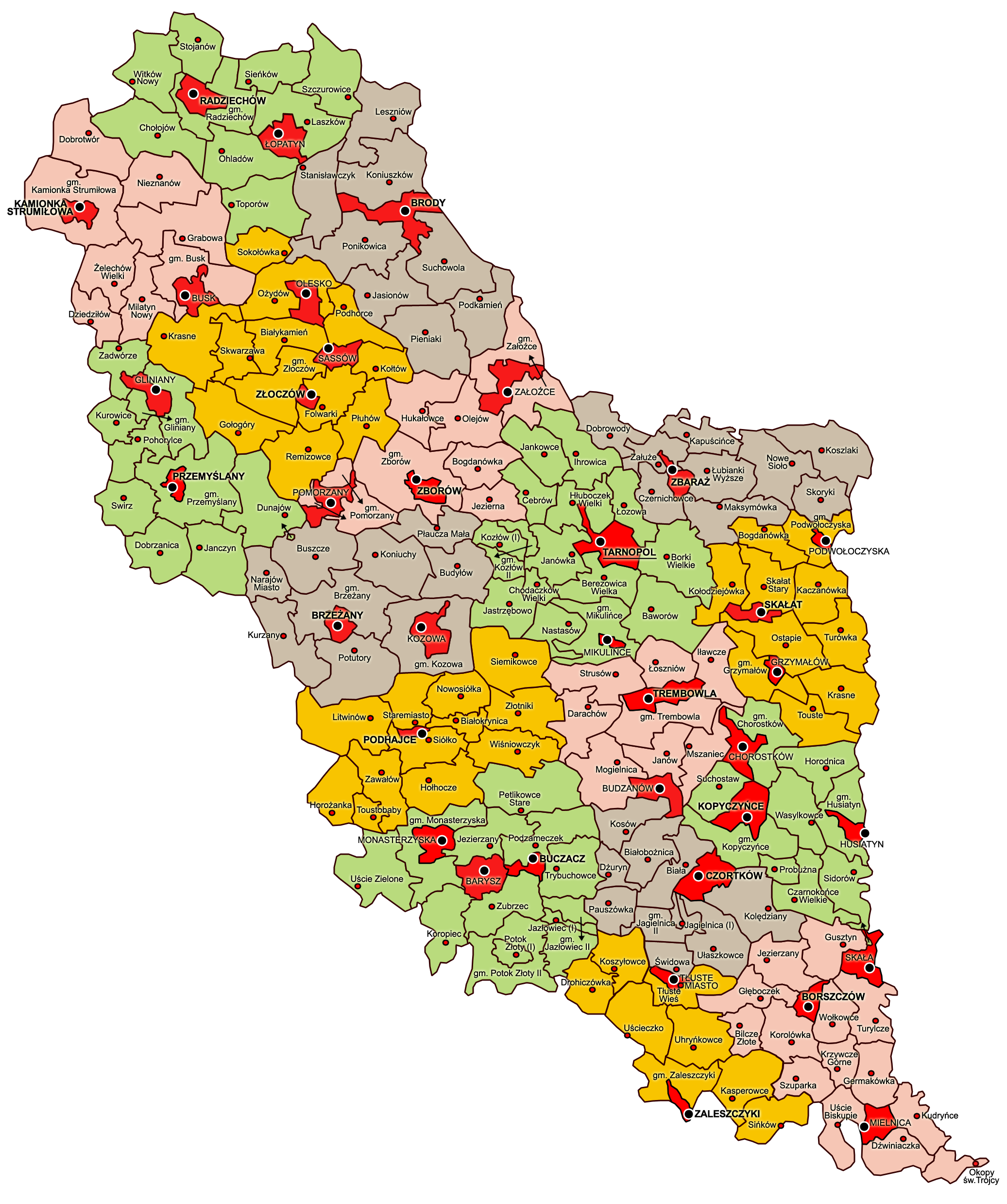
Các đơn vị hành chính tỉnh Tarnopol 1938

6. Kamionka Strumiłowa  (1000 km²)
7. Kopyczyńce  (841 km²)
8. Podhajce   (1018 km²)
9. Przemyślany  (927 km²)
10. Radziechów  (1022 km²)
11. Skałat   (876 km²)
12. Tarnopol   (1231 km²)
13. Trembowla  (789 km²)
14. Zaleszczyki   (684 km²)
15. Zbaraż  (740 km²)
16. Zborów  (941 km²)
17. Złoczów  (1195 km²)

## Kinh tế
Tỉnh Tarnopol nằm ở cái gọi là Ba Lan "B", có nghĩa là nó kém phát triển, khan hiếm về ngành công nghiệp. Tuy nhiên, sản xuất nông nghiệp vẫn đạt kết quả tốt do khí hậu ôn hòa và đất đen màu mỡ, vốn phổ biến ở những khu vực này của châu Âu. Phần phía nam của tỉnh rất phổ biến đối với khách du lịch, với trung tâm chính ở Zaleszczyki - một thị trấn biên giới, nằm trên sông Dniester. Mạng lưới đường sắt được phát triển tốt hơn ở phía nam, với nhiều kết nối địa phương. Các nút giao thông đường sắt chính là: Tarnopol, Krasne, Kopczynce. Vào ngày 1 tháng 1 năm 1938, tổng chiều dài đường sắt trong ranh giới tỉnh là 931 km (5,6 km trên 100 km²)
.

## Thống đốc
- Karol Olpiński, 23 tháng 4 năm 1921 – 23 tháng 1 năm 1923
- Lucjan Zawistowski, 24 tháng 2 năm 1923 – 16 tháng 2 năm 1927
- Mikołaj Kwaśniewski, 16 tháng 2 năm 1927 – 28 tháng 11 năm 1928 (làm việc đến 28 tháng 12 năm 1927)
- Kazimierz Moszyński, 28 tháng 11 năm 1928 – 10 tháng 10 năm 1933
- Artur Maruszewski, 21 tháng 10 năm 1933 – 15 tháng 1 năm 1935 (làm việc đến 6 tháng 3 năm 1934)
- Kazimierz Gintowt-Dziewiałtowski, 19 tháng 1 năm 1935 – 15 tháng 7 năm 1936 (quyền)
- Alfred Biłyk, 15 tháng 7 năm 1936 – 16 tháng 4 năm 1937
- Tomasz Malicki, 16 tháng 4 năm 1937 – 17 tháng 9 năm 1939